# Российская лига равноправия женщин
Росси́йская ли́га равнопра́вия же́нщин (после Февральской революции — Всероссийская лига равноправия женщин) — женская феминистская организация Российской Империи, действовавшая с 1907 г. до конца 1917 (или начала 1918) года. Основной целью Лиги была борьба за женское политическое равноправие.
В 1910-х годах Лига равноправия был самой влиятельной феминистской организацией в стране. В условиях правительственных репрессий и спада протестной активности Лига отказалась от революционных лозунгов о всеобщем избирательном праве и добивалась распространения на женщин действовавшей в стране цензовой избирательной системы. Это сближало программу Лиги равноправия с идеологией западного суфражизма.
Лига постоянно следила за деятельностью Государственной думы и использовала любую возможность, чтобы предложить законопроекты или поправки, расширяющие права женщин. Усилия Лиги в сотрудничестве с другими женскими организациями привели к нормализации женской повестки в российском обществе и к определённому улучшению положения женщин. Так, например, по инициативе Лиги были сформированы женские фабричные инспекции для контроля положения женщин на производствах, был принят закон (1912), расширивший права наследования для женщин, и закон (1914) позволивший замужним женщинам получать паспорта и жить отдельно от мужей.
Кроме того, Лига постоянно занималась просветительской деятельностью среди женщин, пытаясь расширить базу феминистского движения. Члены Лиги проводили публичные собрания, лекции, Лига организовывала бесплатные курсы и юридические консультации для женщин.
Самым значительным достижением Лиги равноправия стало завоевание женского избирательного права после Февральской революции. Когда Временное правительство опубликовало манифест о выборах в Учредительное собрание, стало понятно, что новые власти не планируют распространять избирательные права на женщин. Переговоры феминистских групп с правительством ни к чему не привели, и в ответ Лига, мобилизовав вокруг себя десятки женских организаций, 19 марта 1917 г. вывела на улицы Петрограда сорок тысяч женщин под лозунгами женского равноправия. Под давлением протестующих члены Временного правительства и Советов пообещали распространить всеобщее избирательное право на женщин. 20 июля был принят новый избирательный закон, окончательно закрепивший женское политическое равноправие.
На выборах в Учредительное собрание Лига выставила собственные избирательные списки, полностью состоявшие из женщин. В отсутствие массовой поддержки Лига смогла набрать лишь незначительное количество голосов, и эта акция осталась скорее символическим жестом.

## Предыстория и создание
Женское движение действовало в России ещё с конца 1850-х годов, но вопрос о политических правах женщин долго оставался на периферии его повестки: в империи политических прав были одинаково лишены все подданные. Женское движение было сосредоточено на улучшении положения женщин в существующем общественном строе, на вопросах образования, благотворительности и т. д.
Революция 1905 года изменила эту ситуацию. Правительство вынужденно объявило о созыве нового парламента — Государственной Думы. Новый избирательный закон предоставил избирательные права части населения страны, но женщин среди них не оказалось. Женщины оказались исключены из институциональной политики. С этого момента женское движение обрело новую, конкретную цель: завоевание политических прав. Активистки начали формулировать идеологию движения, разрабатывать новую тактику. Старые женские организации политизировались и реорганизовывались, возникало много новых.
Организацией — формальным предшественником Лиги равноправия женщин был Союз равноправия женщин (1905—1908 гг.). Союз был основан в разгар революции, и наряду с женским равноправием преследовал общедемократические цели — всеобщее избирательное право, созыв Учредительного собрания, защиту прав всех слоёв населения. Союз равноправия создал прецедент женской политической активности в российском обществе.

Столкнувшись с нежеланием «мужских» партий поддержать женские политические требования, активистки пришли к идее создания собственной легальной политической партии. 16 февраля 1906 г. состоялось учредительное собрание новой организации. На собрании немедленно произошёл раскол: одна часть участниц предлагала ограничиваться женской проблематикой, а другая считала, что партия должна преследовать и общедемократические цели (такие как всеобщее избирательное право). Первая фракция образовала Женскую прогрессивную партию, а вторая выделилась в Лигу равноправия женщин.

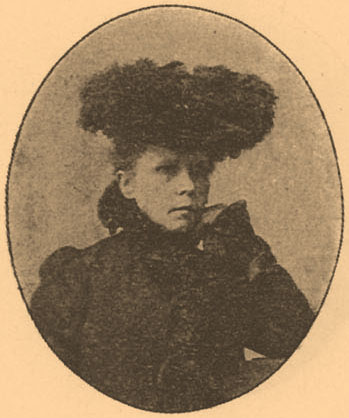
Первая председательница Лиги Екатерина Гарднер

Официально Лига была зарегистрирована 6 марта 1907 г. Регистрация в разгар наступивших после революции репрессий была большой удачей и предоставляла организации ценный легальный статус.
Основной целью организации, указанной в её уставе, было «достижение всеми женщинами политических и гражданских прав, идентичных правам российских граждан мужского пола, с целью улучшения правового и экономического положения женщин». Первой председательницей Лиги стала Екатерина Гарднер.
Первые полтора года своего существования в обстановке общего упадка протестного движения Лига практически не вела активной деятельности. Ситуация изменилась в 1908 г. после организованного Взаимно-благотворительным обществом Первого всероссийского съезда женщин — важного для женского движения мероприятия, в котором приняли участие все заметные женские организации России. На съезде активно обсужалась идея общенациональной организации, ставящей целью борьбу за политические права женщин. Лига равноправия, с её легальным статусом, хорошо подходила для этой цели. В течение месяца после съезда к ней примкнули многие бывшие члены распавшегося Союза равноправия женщин и Взаимно-благотворительного общества. Старые члены Лиги отошли на второй план или покинули организацию. Мария Чехова, бывший лидер Союза равноправия, сменила Екатерину Гарднер на посту председательницы.

## Состав и структура Лиги

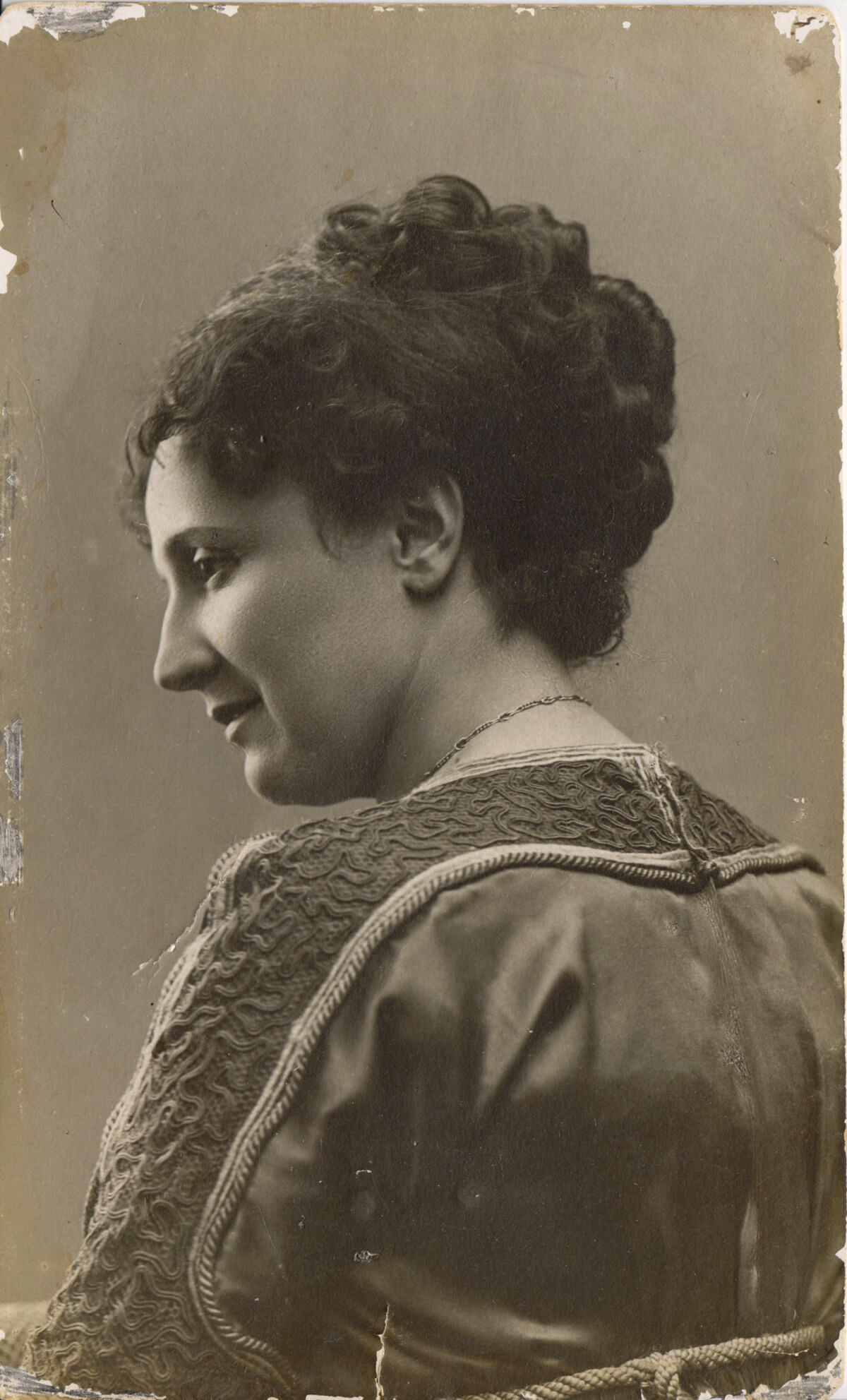
Председательница Лиги в 1910—1918 гг. Поликсена Шишкина-Явейн

После своей реорганизации в 1908 г. Лига равноправия стала крупнейшей феминистской организацией в России. Членский состав Лиги обычно варьировался от 1500 до 2000 человек.
Участницы Лиги по большей части принадлежали к городской интеллигенции. Членство было открыто для всех женщин, вне зависимости от их национальности, класса или политической ориентации. Члены Лиги должны были платить членские взносы, а дополнительный доход извлекался из пожертвований, благотворительных ярмарок, концертов, спектаклей и вкладов в недвижимость.
Совет Лиги состоял из шестнадцати членов, правление которых продолжалось три года. Члены совета избирали из своей среды председательницу. Первой председательницей Лиги была избрана Екатерина Гарднер. В декабре 1908 года её сменила Мария Чехова. В 1910 году, после переезда Чеховой в Москву, председательницей Лиги стала Поликсена Шишкина-Явейн. Заместительницей Шишкиной-Явейн была Ольга Яновская. В состав Лиги входили видные деятельницы российского феминизма, такие как Зинаида Мирович, Анна Кальманович, Людмила Рутцен, Ариадна Тыркова-Вильямс и Екатерина Щепкина.
В санкт-петербургском отделении Лиги для выполнения конкретных задач были открыты юридический и лекционный отделы, отдел по женскому образованию и отдел по изысканию средств.
Несмотря на скромные размеры, Лига претендовала на статус национальной организации и имела отделения в различных городах страны. Отделения Лиги пользовались широкой автономией. Самыми заметными были Санкт-Петербургское, Московское, Харьковское и Томское отделения.
Московское отделение Лиги равноправия открылось в 1910 г. и было де-факто независимой организацией.
Первой председательницей Московского отделения была Мария Чехова, после неё — Л. Н. Лепковская, а с 1913 г. — Мария Бурдакова. В совет отделения вошли В. В. Бибикова, В. Н. Бочкарева, А. М. Крокос, Р. Л. Марголиес, М. М. Самамбок, М. В. Райх, С. И. Исполатова, М. Е. Бландова и З. С. Мирович.
Московское отделение активно занималось теоретической деятельностью. Оно выпускало работы, в которых формулировало основные задачи Лиги и движения в целом и способы их решения. Участницы московской Лиги одними из первых подняли вопрос женского домашнего труда. Московская лига собирала и рассылала типовые наборы книг на тему женского вопроса по провинциальным городам. Члены московской лиги изучали условия женского труда на фабриках и заводах и провёли исследование материальных условий жизни учащихся московских высших учебных заведений. Юридический отдел Лиги оказывал женщинам бесплатные консультации и участвовал в лоббировании закона о женской адвокатуре.

## Деятельность в 1908—1917гг.

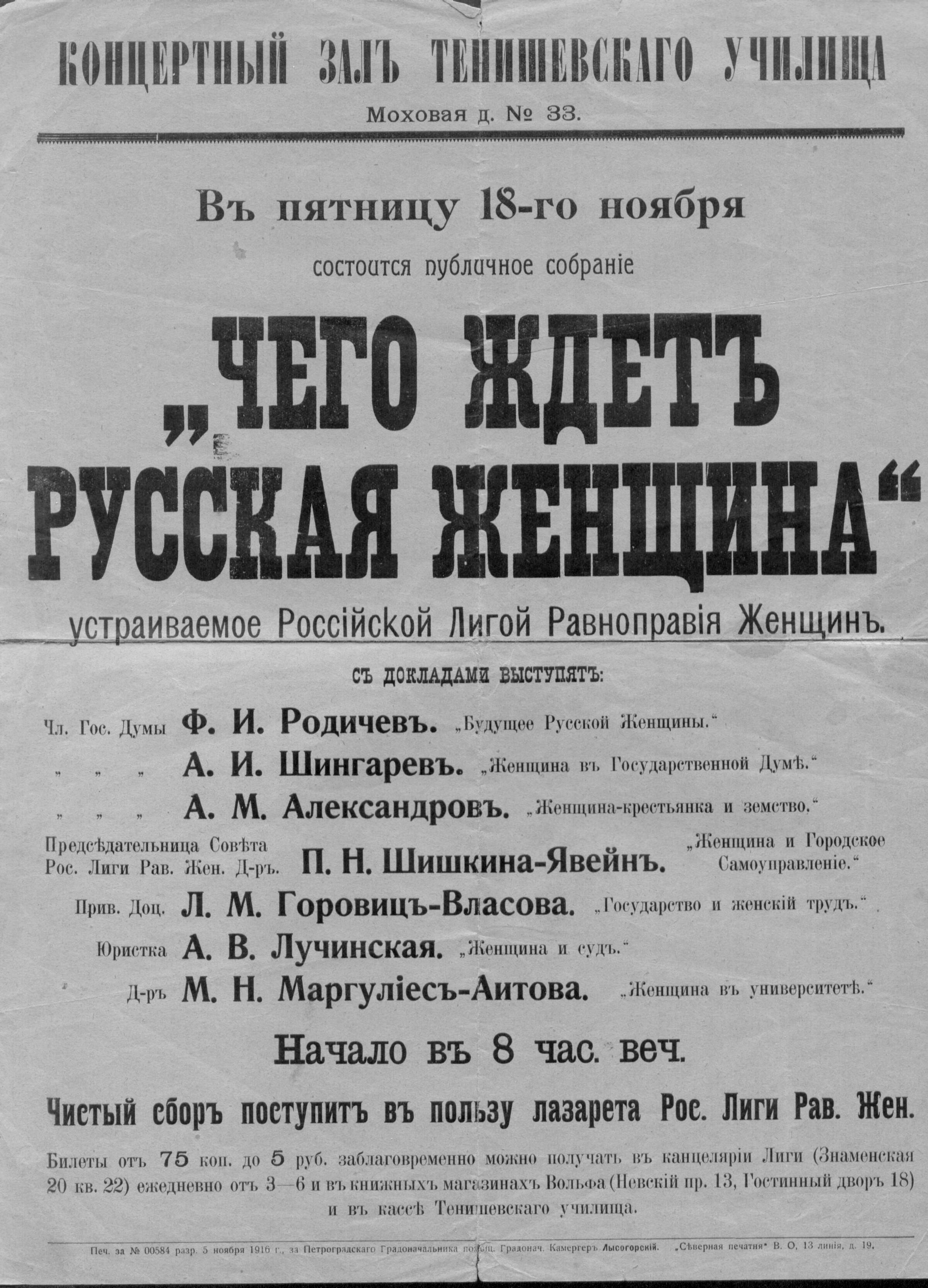
Афиша публичного собрания, организованного Лигой. 18 ноября 1916 г.

Подавление открытой политической активности, ужесточающаяся электоральная политика государства и сокращение числа сторонников в послереволюционный период вынудили российских «равноправок» скорректировать свои цели и тактику. Если в разгар революции Союз равноправия женщин мог позволить себе масштабные митинги, массовую пропаганду и общедемократические требования, то к 1907 г. женские организации перешли на более умеренные позиции. Лига равноправия, также как Взаимно-благотворительное общество и Женская прогрессивная партия, сосредоточилась на том, чего можно было достичь в рамках существующей политической системы — на работе с Государственной Думой и просветительской работе среди женщин.
В своей речи 25 января 1909 г. Мария Чехова определила задачи Лиги так:
1. подготовка женщин к борьбе за своё равноправие;
2. распространение идеи равноправия женщины в обществе;
3. подготовка и проведение в жизнь законопроектов и постановлений, призванных улучшить положение женщин[16].

Члены Лиги отказались от широкой общедемократической программы, сфокусировав своё внимание на специфически суфражистских целях. Теперь вместо борьбы за всеобщее избирательное право российские феминистки, так же как и западные суфражистки, выступали за равные права в рамках существующей цензовой избирательной системы. Фокус движения, таким образом, сконцентрировался на интересах женщин среднего класса.

Многие, в особенности социал-демократы, восприняли это как отход от демократических позиций. Александра Коллонтай обвинила российских «равноправок» в использовании женского избирательного права в качестве «противоядия от демократических требований рабочего класса»:
Наши русские равноправки с полным сочувствием относятся к борьбе англичанок за цензовые права (…) Те самые женщины, которые сейчас ещё испытывают на себе все тяготы и невзгоды политического бесправия (…) с лёгким сердцем бросаются на защиту избирательной системы, оставляющей по-прежнему бесправной и обойдённой наиболее эксплуатируемую и обездоленную часть женского населения.

### Лоббизм в Думе
Лига пристально следила за деятельностью Думы и использовала любую возможность привлечь внимание к вопросам женского равноправия. Феминистки использовали Думу как арену для пропаганды, привлекая на свою сторону депутатов, в основном из партии кадетов и Трудовой группы. Большинство законодательных инициатив Лиги были отклонены парламентом или правительством, но приводили к постоянному обсуждению женской повестки в Думе, в прессе и в обществе в целом. К таким инициативам относятся:
- Март 1910 г. Обращение к Государственному совету с дополнениями к закону о земельной собственности от 1906 г. для защиты интересов крестьянок в ходе столыпинской аграрной реформы.
- Февраль 1911 г. Совместное с другими либерально-демократическими женскими организациями[3] обращение к депутатам Думы с аргументами в пользу предоставления женщинам избирательных прав и права занимать должности в волостном управлении.
- 1 мая 1911 г. Законопроект о женской адвокатуре. Законопроект был одобрен Думой, но впоследствии отклонён Государственным советом.
- 1912 г. Законопроект о распространении действующего избирательного законодательства на женщин.
- 1912 г. Обращение в Петербургскую городскую думу с предложением принять закон, который позволил бы женщинам участвовать в работе городского самоуправления.
- 1913 г. Законопроект (разработанный совместно с Женской прогрессивной партией) об отмене врачебно-полицейского надзора и общей регламентации проституции, сопровождавшийся крупной пропагандистской кампанией[12].
- 1917 г. Письмо к депутатам (в преддверии реформы выборной системы в городском самоуправлении) с аргументами за включение женщин в число выборщиков[2].

Частичной победы Лига добилась в 1913 г. по вопросу о создании женской фабричной инспекции для защиты прав женщин на производствах. Законопроект был одобрен в Думе, но правительство указало на отсутствие у женщин-инспекторов необходимых компетенций и ограничило деятельность женских инспекций областью «малой и ремесленной промышленности», где было занято большинство женщин.
В союзе с Взаимно-благотворительным обществом Лига добилась принятия двух законов, существенно изменивших положение российских женщин. Закон 1912 г. «О расширении прав наследования по закону лицами женского пола и права завещания родовых имений», за важным исключением земельной собственности, принципиально уравнял женщин и мужчин в правах наследования. Закон 1914 г. «О некоторых изменениях и дополнениях действующих узаконений о личных и имущественных правах замужних женщин и об отношениях супругов между собой и к детям» позволил замужним женщинам получать паспорта и жить отдельно от мужей, а также разводиться с ними.

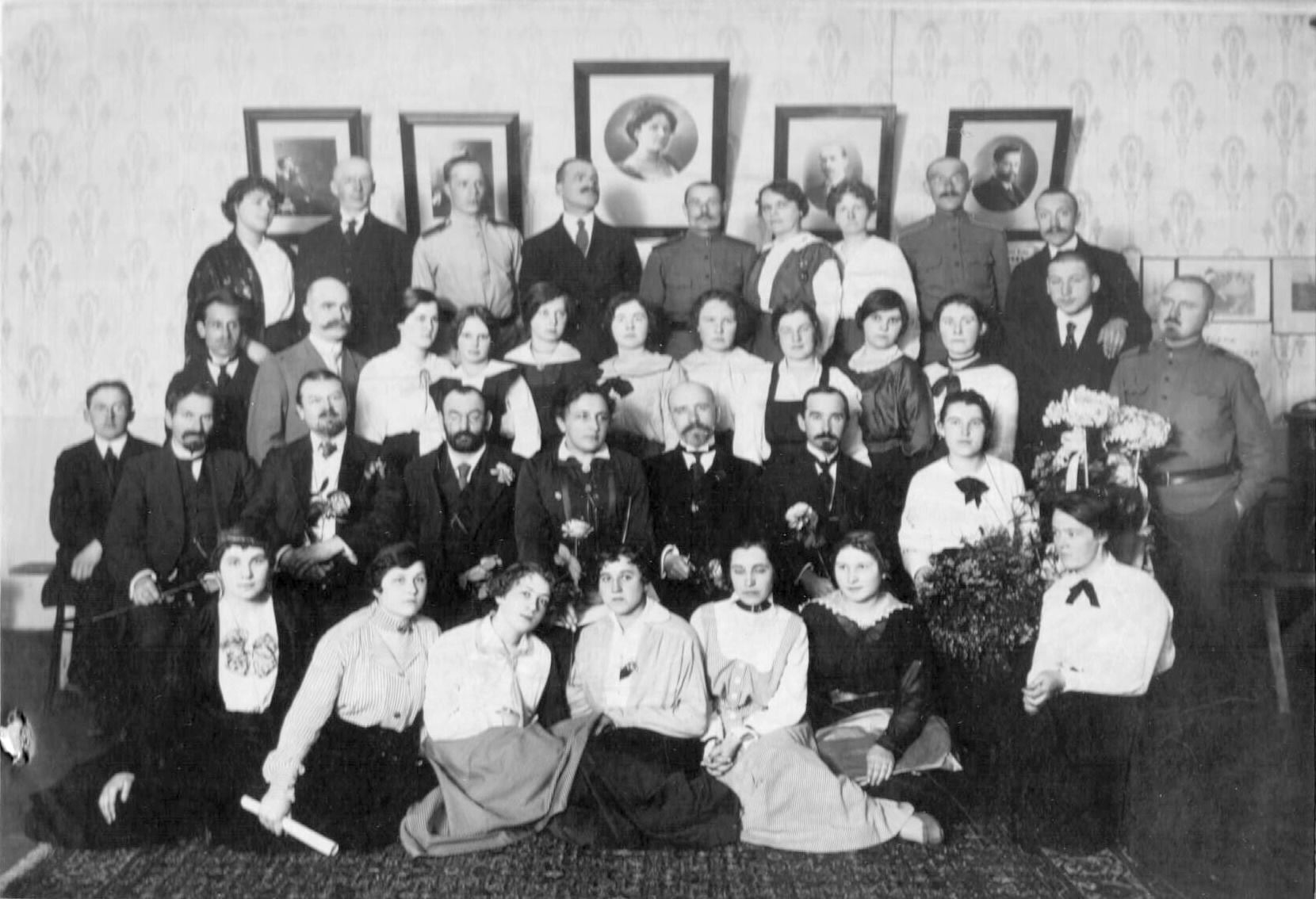
Первый выпуск кооперативных курсов для женщин. 1916 г.

Постоянная активность женских организаций приносила свои результаты. К 1914 г. общественное мнение в городских кругах по женскому вопросу заметно сместилось, и противники женских прав, хоть и многочисленные, остались главным образом на крайне-правом фланге. 21 февраля 1917 г., перед самой революцией, Государственная Дума успела принять решение о предоставлении женщинам права голоса на выборах в городские думы.

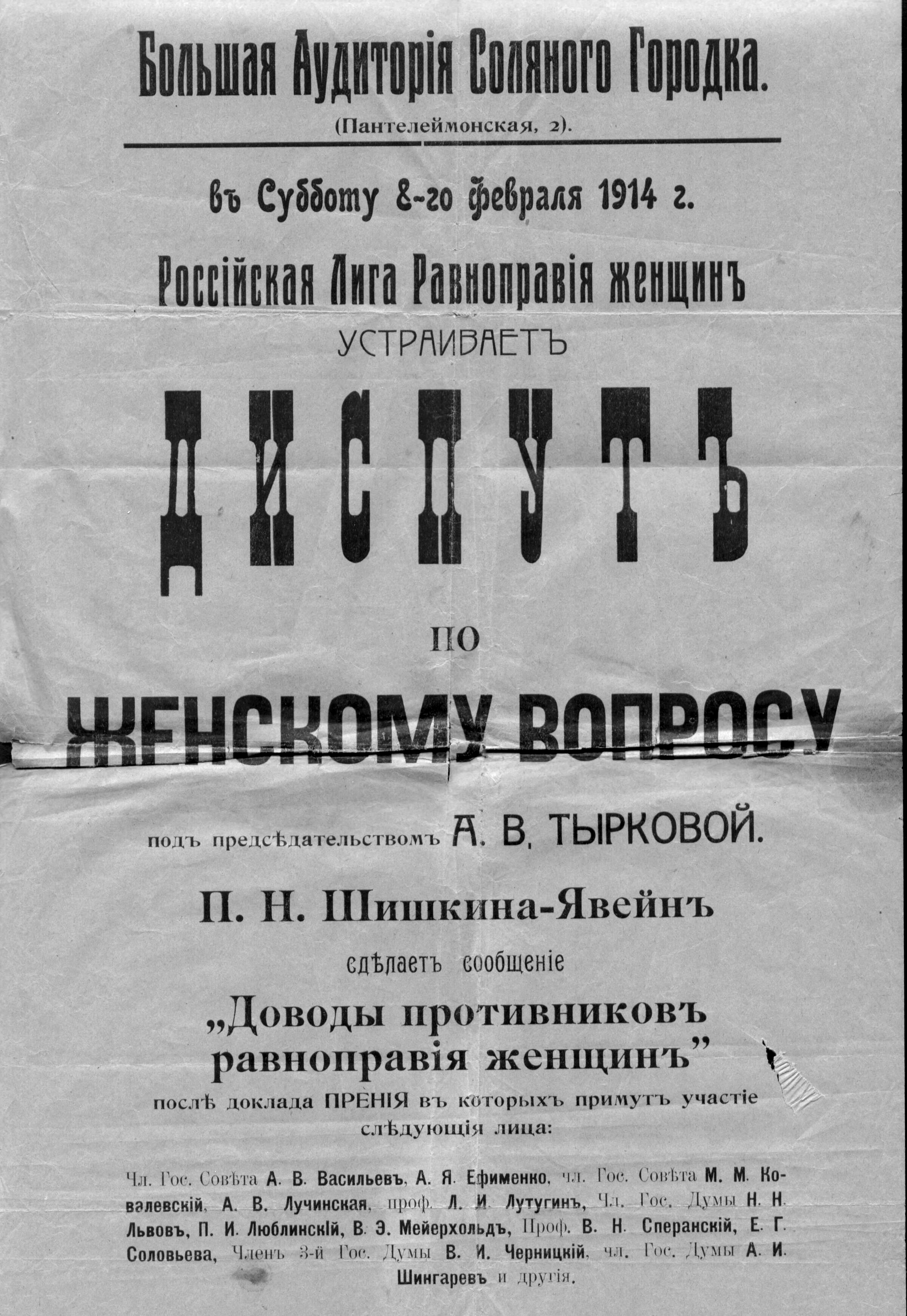
Организованный Лигой диспут по женскому вопросу. 1914 г.

Лига постоянно боролась за доступ женщин к различным профессиям. Благодаря ходатайствам Лиги, II Государственная дума допустила женщин к работе в думской канцелярии «по письмоводству и счетоводству», в библиотеке и в качестве стенографисток. В 1915 г. по инициативе Лиги женщинам разрешили работать почтальонами.

### Другая деятельность
Кроме лоббистской деятельности, Лига проводила публичные лекции и диспуты по вопросам женского равноправия, на которых выступали представительницы движения, профессора, учёные и депутаты Думы.
Лига организовывала различные курсы для женщин (кооперативные курсы, курсы грамотности и др.). На организацию курсов инструкторов по кооперации Лига получила финансирование от Департамента земледелия и землеустройства. Подобное партнёрское взаимодействие с правительственными структурами было новаторством среди женских организаций.
Важной частью деятельности Лиги была борьба против двойной морали и проституции, против угнетения женщин в сексуальной сфере и за защиту внебрачных детей. Российские «равноправки» не ставили под вопрос распределение ролей в семье, но заявляли, что женщина сможет лучше выполнять свою материнскую роль, будучи полноправным членом общества.
Лига равноправия участвовала в международном феминистком движении. Как формальная преемница Союза равноправия женщин, Лига унаследовала её членство в Международном суфражистском альянсе. В июне 1911 года представительницы Лиги — П. Н. Шишкина-Явейн, А. В. Белобородова, А. И. Зачинская, М. Б. Райх и З. С. Мирович — приняли участие в  VI конгрессе Альянса в Стокгольме. Шишкина-Явейн прочитала доклад «Женский вопрос в русском парламенте».
Лига выступала и в более традиционно «женской» сфере: она организовывала празднования (50-летия высшего женского образования, присуждения Нобелевской премии Марии Склодовской-Кюри и др.), выпускала открытки с портретами выдающихся женщин и т. д.

## Первый Всероссийский съезд по образованию женщин 1912—1913 гг

### Организация съезда

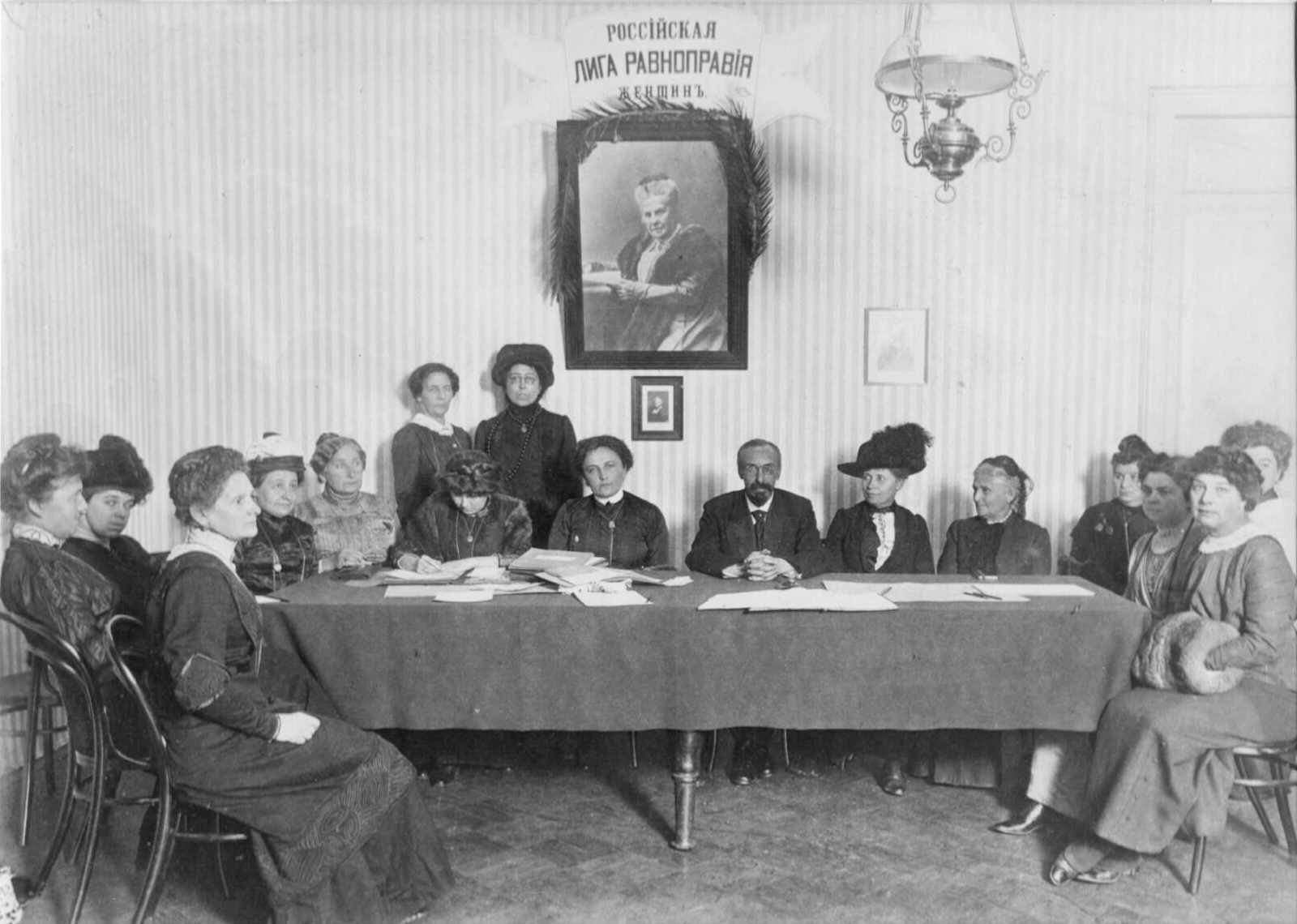
Заседание оргкомитета Съезда по образованию, 1912 г. В центре сидят П. Н. Шишкина-Явейн и И. И. Толстой

Вопрос образования женщин оставался центральным для женского движения в России с самого его зарождения. Женское образование по качеству заметно уступало мужскому. Особенно сложной была обстановка с высшим образованием. Благодаря многолетним усилиям женских организаций были созданы высшие женские курсы, но они не имели равного с университетами статуса. 

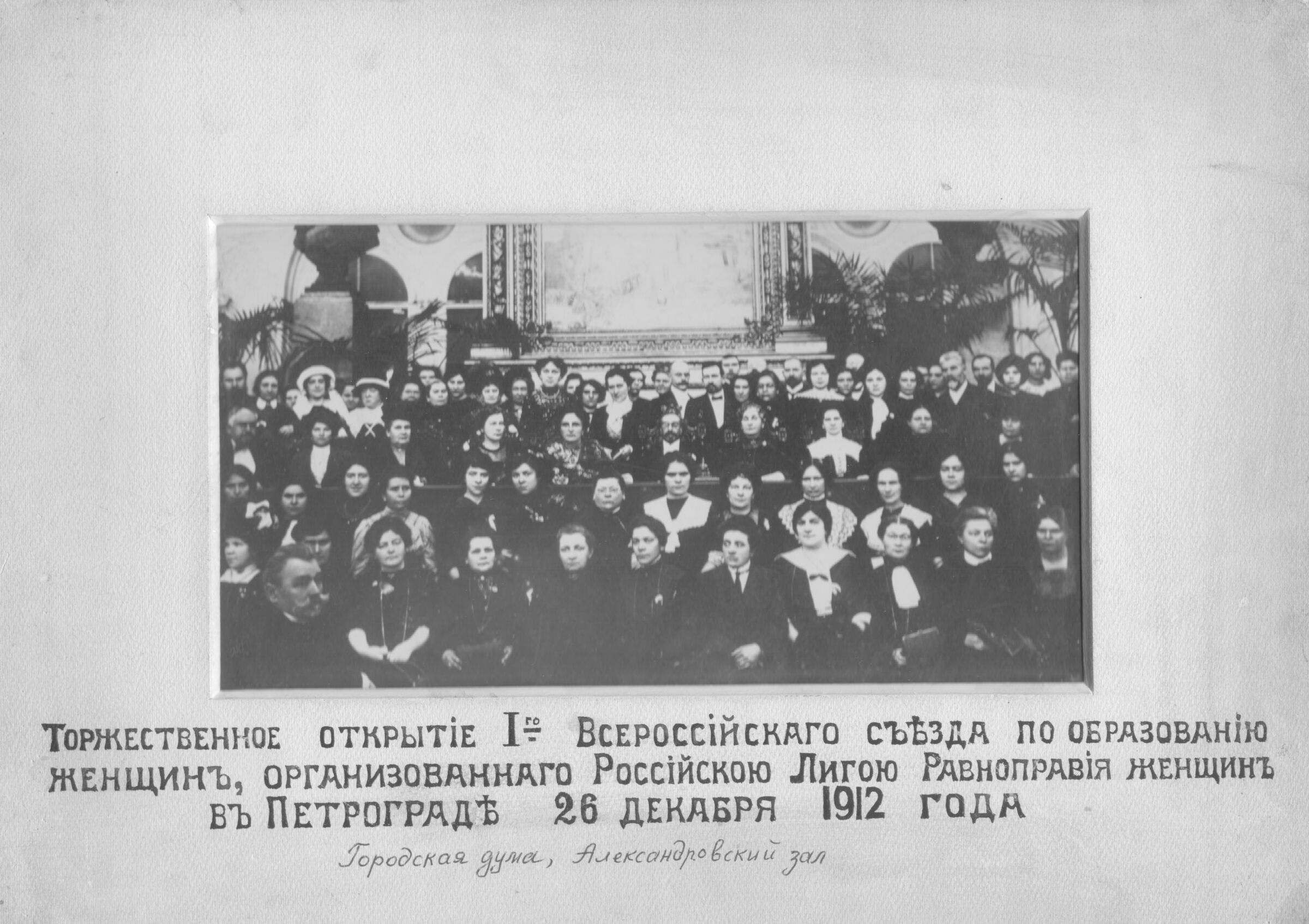
Торжественное открытие Съезда по образованию женщин. 26 декабря 1912 г.

Лига равноправия добивалась проведения съезда по женскому образованию с 1911 года, но разрешение правительства удалось получить только в 1912 г. Съезд прошёл с 26 декабря 1912 г. по 4 января 1913 г.
Заявленной целью было выявление ситуации с образованием женщин как показателя их равноправия и определение путей улучшения этой ситуации.
В оргкомитет вошли активистки Лиги Поликсена Шишкина-Явейн, Екатерина Щепкина, Анна Кальманович, Екатерина Гарднер и Людмила Рутцен, а также основательница санкт-петербургских Женских архитектурных курсов Елена Багаева. Председателем съезда стал санкт-петербургский городской голова, известный археолог Иван Толстой.
На съезде присутствовало больше 1000 делегатов, среди которых были представительницы женских учебных заведений, активистки женских организаций, преподаватели и известные политические деятели. В работе съезда приняли участие практически все известные феминистки того времени: Мария Вахтина, Екатерина Гарднер, Ольга Закута, Анна Кальманович, Анна Лучинская, Зинаида Мирович, Анна Милюкова, Ариадна Тыркова, Евгения Чебышёва-Дмитриева, Мария Чехова, Анна Шабанова, Екатерина Щепкина и другие. Несмотря на серьёзные разногласия между феминистками и социалистками, на съезде выступили рабочие и представительницы социалистических партий — Прасковья Куделли, Екатерина Кускова, Е. А. Кувшинская. Участие приняли также мужчины — учёные и преподаватели.

### Работа съезда
Главной темой в повестке съезда стала практика раздельного обучения, то, как она негативно отражалась на женском образовании и, как следствие, равноправии полов. Участники съезда отмечали, что женская средняя школа не обеспечивает учениц достаточным уровнем знаний для продолжения образования. Также съезд осудил неравное государственное обеспечение женских и мужских средних и низших учебных заведений. Ссылаясь на опыт западных и первых российских школ со смешанным обучением, делегатки высказались в защиту совместного обучения.

Делегатки съезда обсудили проблему недоступности для студенток научной деятельности, сосредоточенной в «мужских» университетах. Съезд пришёл к выводу, что пока «женский университет» отделён от «мужского», проблема равноправия женщин в образовании не решена:
Вопрос о высшем образовании женщин будет нормально разрешён только тогда, когда исчезнут искусственно вносимые в него ограничения пола, и двери университета будут открыты на равных правах для ищущей знаний молодёжи обоего пола.

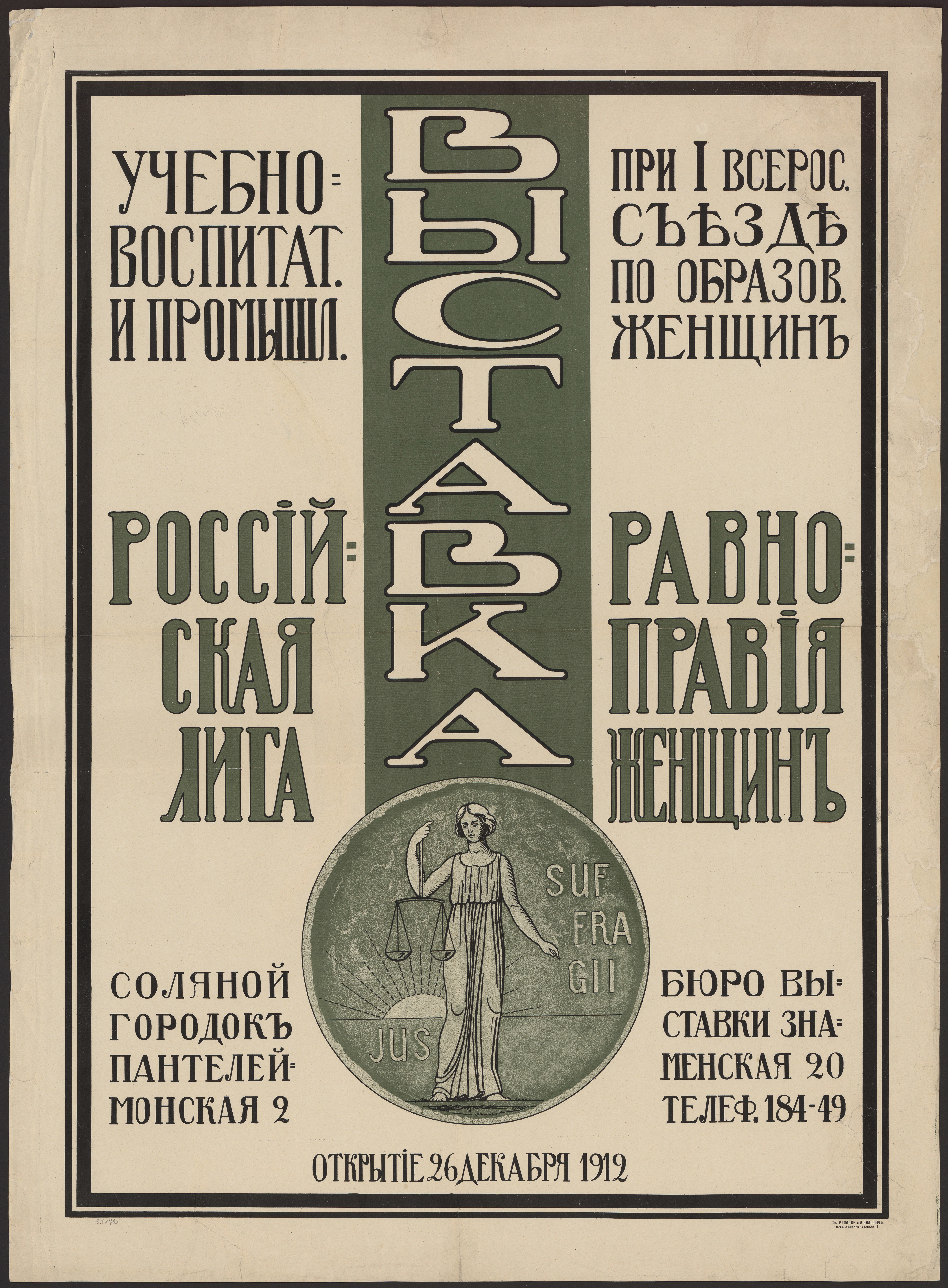
Афиша выставки, проведённой при съезде по образованию

В качестве промежуточной меры, до тех пор пока сохраняется раздельное обучение, съезд призвал развивать научную деятельность на высших женских курсах.
Проблемы женщин в сфере образования рассматривались съездом в контексте проблем женского равноправия в целом. Так, делегатки обсудили введение в образование женщин вне зависимости от их специализации курсов юридической грамотности с целью повышения их правосознания. Обсуждались также проблемы дискриминации женщин, уже получивших образование, в профессиональной деятельности.
Несмотря на присутствие полиции (за всеми заседаниями надзирали приставы), тон съезда был отчётливо оппозиционным. Съезд выявил почти всеобщее недовольство авторитарной системой образования. Несмотря на глубокие разногласия участников по отдельным вопросам, главным врагом прогресса единогласно признавалось правительство, чьё бюрократическое давление в системе образования препятствовало любым просветительским усилиям.

### Итоги съезда
Общество отреагировало на съезд положительно. «Все газеты заняты женским съездом, причем из больших газет, кажется одно „Новое время“ относится к нему враждебно и злобно. Для меня это показатель в пользу съезда», — записал в своем дневнике И. И. Толстой.
Американский историк Ричард Стайтс полагает, что, несмотря на его впечатляющую организацию, съезд не сумел внести ничего нового в решение проблемы женского образования. Однако исследователи Рошель Рутчайлд и Ирина Юкина видят значительную роль съезда в нормализации феминистской повестки в общественном сознании и в постоянном общественном давлении на государство, пытавшееся препятствовать переменам. Так, хотя в 1908 году женщинам было заново запрещено посещать университеты, к 1913 году правительство смягчилось и отменило запрет, а в 1915 г. произошло уравнение высших женских курсов с университетами.
Это был последний крупный съезд, посвящённый феминистской повестке, перед Революцией. Следующий съезд по образованию планировался на зиму 1914—1915 г., но не состоялся из-за начала Первой Мировой войны.

## Первая Мировая Война

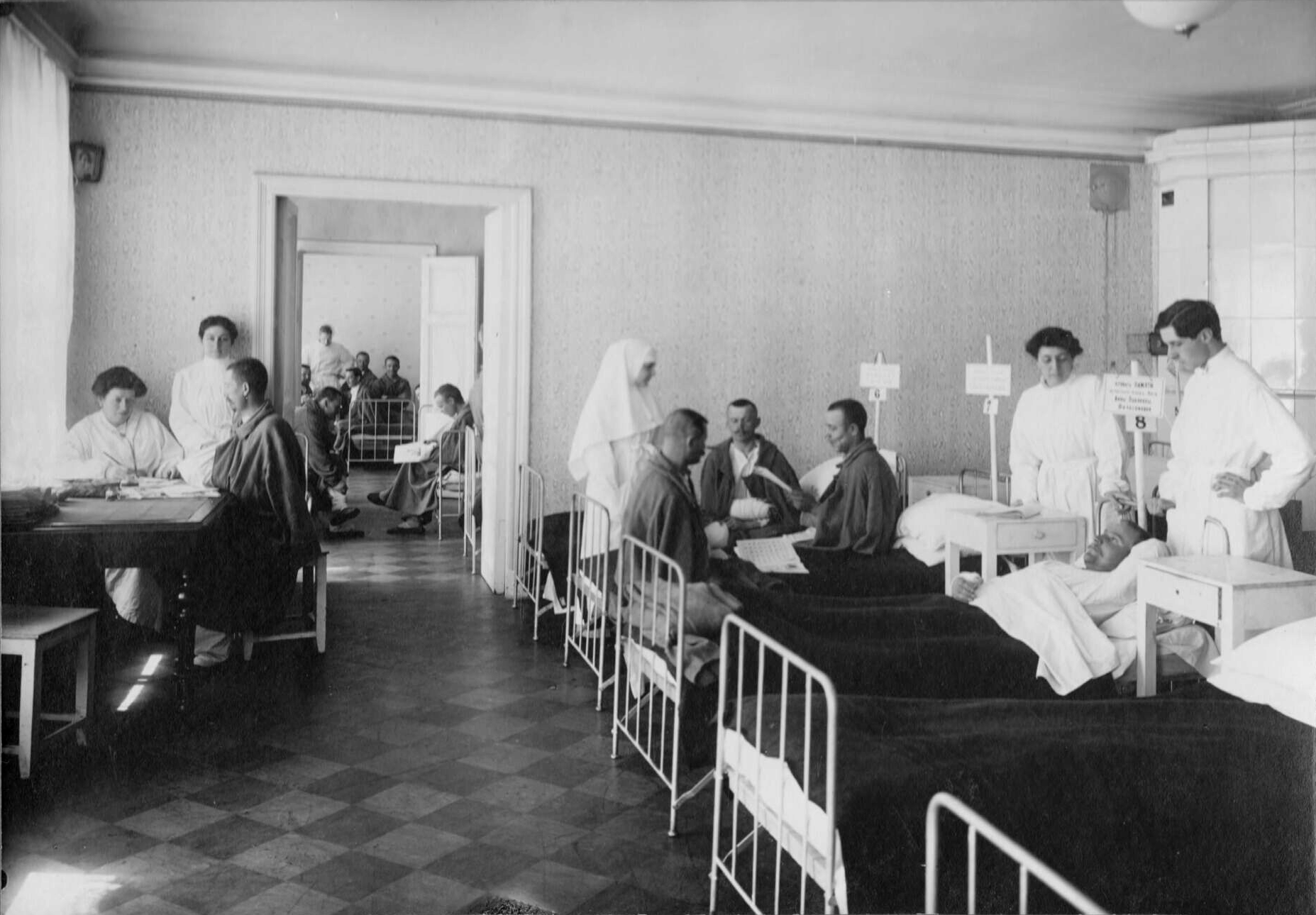
Лазарет Лиги равноправия женщин. Около 1916 г.

С началом Первой мировой войны российские феминистки, так же как и суфражистки западных стран, присоединилась к общей патриотической волне и поддержали своё правительство. Многие политические проекты были отложены. Война заставила равноправок вернуться к традиционно женским областям деятельности, таким как благотворительность.

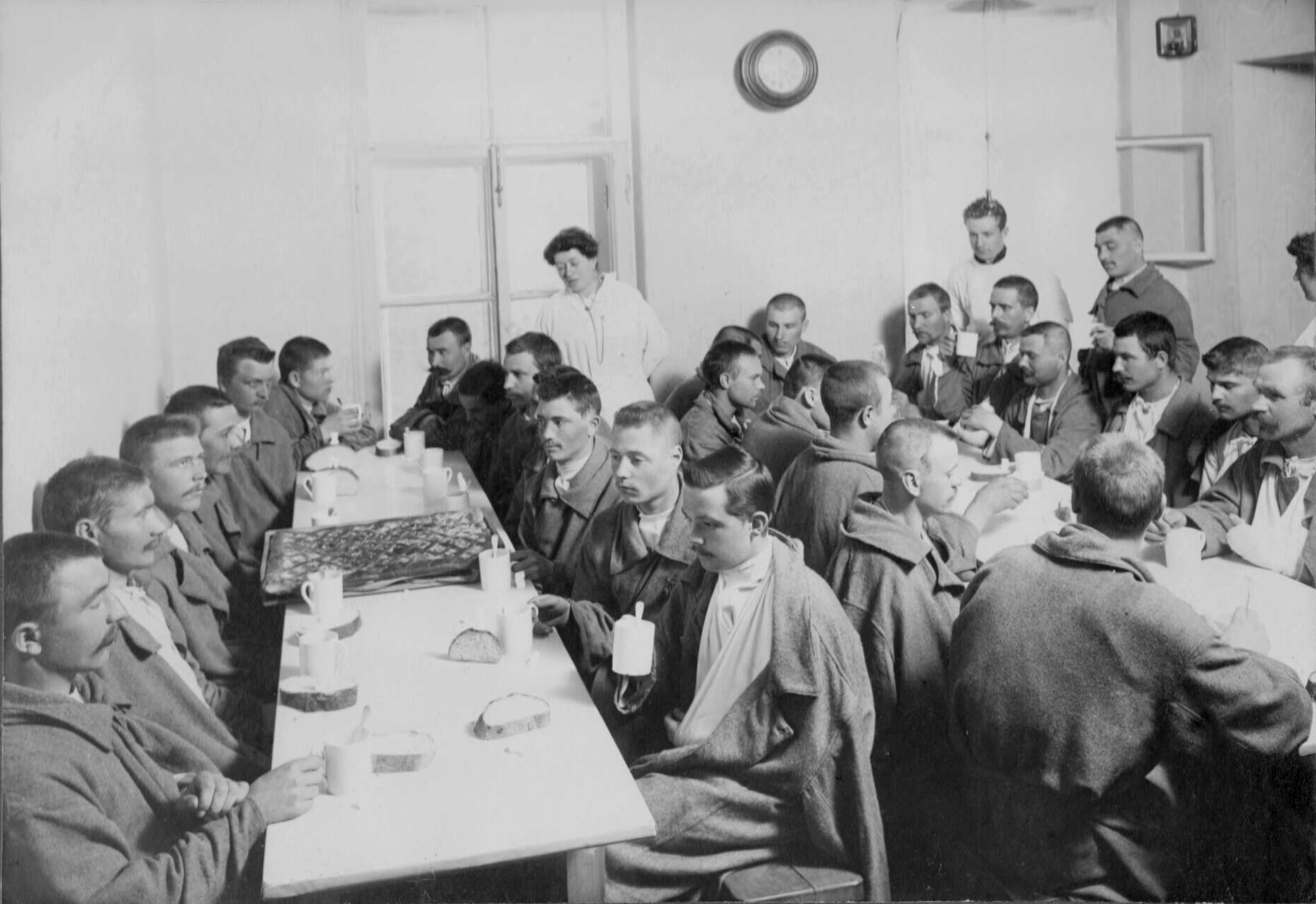
Чаепитие в лазарете Лиги. В центре стоит участница Лиги Ольга Яновская

Лига равноправия активно включилась в работу: она организовывала поддержку семей солдат, беженцев, открыла собственный лазарет. Руководительница Лиги Шишкина-Явейн, врач по профессии, пошла волонтёркой в военный госпиталь. Лига организовала курсы сестёр милосердия, которые были высоко оценены Красным крестом.
Трудно судить, насколько тотальной была в реальности поддержка войны российскими феминистками. С одной стороны, на фоне общественного патриотического подъёма выступить против войны означало прослыть предателем. Феминистки более других были заинтересованы в том, чтобы выглядеть патриотками. Для них важно было построить образ женщины — полноправной гражданки, осознающей не только свои права, но и обязанности перед обществом и государством. С другой стороны, военная цензура не оставляла возможностей для публичных пацифистских высказываний.

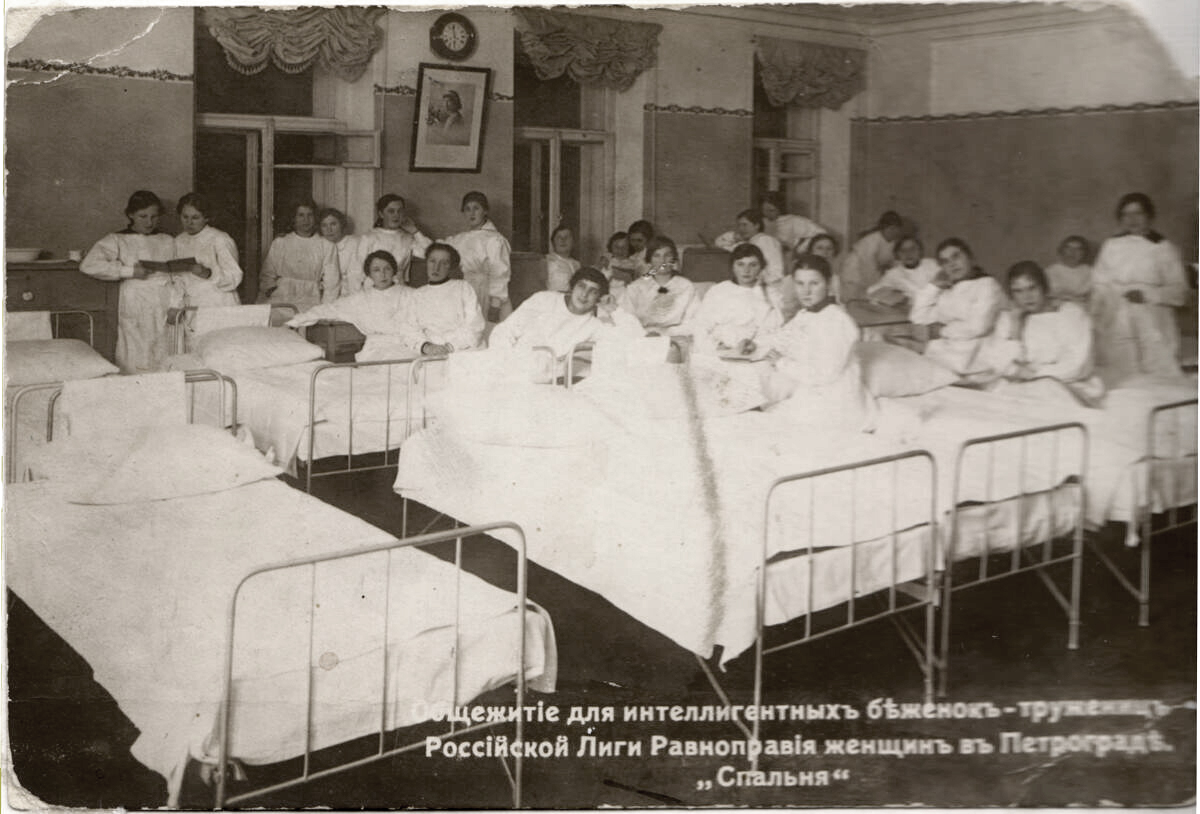
Общежитие интеллигентных беженок-тружениц. Около 1914 г.

Лига равноправия, как и остальные российские феминистки, уклонилась от участия в Гаагском женском конгрессе за мир 1915 г., призвавшем к прекращению войны, однако в отличие от некоторых западных женских организаций, не стала публично отрекаться от конгресса. Когда делегация Конгресса прибыла в Петроград для встречи с феминистскими группами и сочувствующими политиками, участники делегации были приняты в доме Шишкиной-Явейн. Исходя из этого, можно предположить, что определённо не являвшаяся пацифисткой Шишкина-Явейн всё же относилась к миссии с определённым сочувствием.
Как и во всём мире, в России военное положение существенно изменило положение женщин в обществе. Тысячи женщин вступили в различные волонтёрские организации. Другие заняли места ушедших на фронт мужчин на производстве, в сельском хозяйстве, в высококвалифицированных профессиях. С одной стороны, для большинства женщин, оставшихся без кормильцев, это было вынужденной мерой. С другой, война открывала перед женщинами возможности для реализации в невиданных прежде масштабах. В феминистской прессе происходило обсуждение о том, как защитить эти завоевания после войны. Участница Лиги Анна Кальманович отмечала, что лучшей защитой будет получение равных избирательных прав.

Многие феминистки воюющих стран разделяли надежду, что активное участие в военных усилиях общества и принесённые ради войны жертвы приведут к тому, что после войны женщины обретут гражданское равноправие. В августе 1915 г. Лига опубликовала призыв к «дочерям России» с призывом к «мобилизации женщин» на благо фронта:
Мы, женщины, должны объединиться: и каждая из нас, забыв о личных неудачах и страданиях, должна выйти из узких семейных границ и посвятить свою энергию, ум и знания нашей стране. В этом наш долг перед отечеством, и это даст нам право участвовать в новой жизни победоносной России наравне с мужчинами.
Война представлялась благоприятным моментом, чтобы доказать способность женщины быть полноценной гражданкой. Лига специально собирала информацию о женском активизме во время войны. Возложив на женщин большую ответственность, общество должно быть готово предоставить им соответствующие права.
Несмотря на войну, женские организации не прекратили политическую борьбу. Рост общественной активности породил новую волну интереса к женскому движению. Появлялись новые общества, а старые росли. Лига равноправия к 1915 г. открыла уже около 50 отделений по всей стране, а количество её членов составило больше 1000 человек.
Осенью 1915 г. Московское и Петроградское отделения Лиги приняли отдельные резолюции, призывающие правительство немедленно принять меры по обеспечению женского равноправия, обосновывая это неоспоримым вкладом женщин в военные усилия.
В 1916 году Лига, Взаимно-благотворительное общество и Петроградское общество женщин-юристок приняли активное участие в предвыборной кампании в Петроградскую городскую думу. Они призвали женщин, обладавших достаточным имущественным цензом, воспользоваться своим правом и уполномочить мужчин-родственников голосовать от их имени за кандидатов Прогрессивного блока.
Лига последовательно занимала провоенную позицию на протяжении всей войны. После революции, на фоне продолжавшихся военных поражений, Лига продолжила поддерживать провоенную политику Временного правительства и приветствовала создание женских батальонов.

## Февральская революция. Завоевание избирательных прав

### Декларация о созыве Учредительного собрания

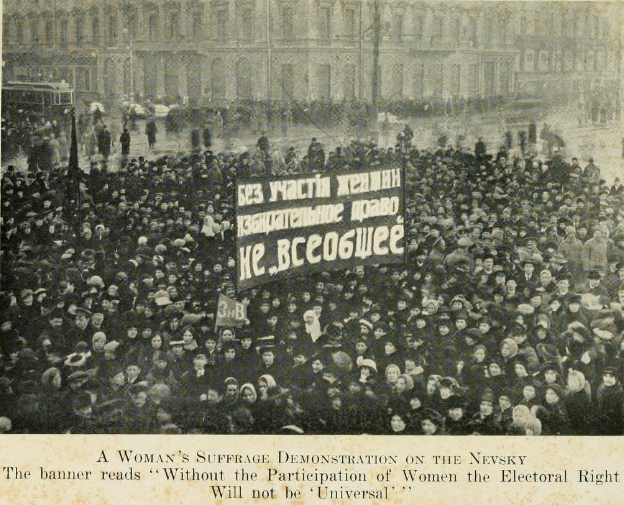
Демонстрация 19 марта 1917 г.

Свидетельств какого-либо участия феминистских организаций в женских забастовках февраля 1917 г., запустивших революцию, не найдено. Падение монархии женские организации встретили с энтузиазмом: журнал «Женский Вестник» вышел с заголовком «Да здравствует свобода!». Но, помня опыт западных суфражисток и собственные неудачи 1905 года, российские «равноправки» понимали, что расширение политических прав мужчин не означает автоматически расширения прав женщин.
Временное правительство подтвердило эти опасения меньше чем через неделю после своего формирования. Декларация от 3 (16) марта 1917 года объявляла об отмене всех сословных, религиозных и национальных ограничений и о немедленной подготовке к созыву Учредительного собрания «на началах всеобщего, равного, тайного и прямого голосования», но не упоминала о распространении избирательных прав на женщин. «Когда речь заходит о правах, то под словом „всеобщее“ мужчины подразумевают только самих себя», — прокомментировала председательница Женской Прогрессивной партии Мария Покровская.
К 1917 г. в Петрограде действовало не менее сорока женских организаций (Женское взаимно-благотворительное общество, Петербургский женский клуб и пр.), хотя не все из них боролись за политическое равноправие. Лига равноправия женщин оказалась на тот момент самой многочисленной и активной из организаций и возглавила борьбу за политические права.

Не найдя в декларации Временного правительства упоминаний об отмене ограничений для женщин, уже на следующий день, 4 (17) марта, совет Лиги вместе с делегатками высших учебных заведений и отдельных женских организаций составил резолюцию:

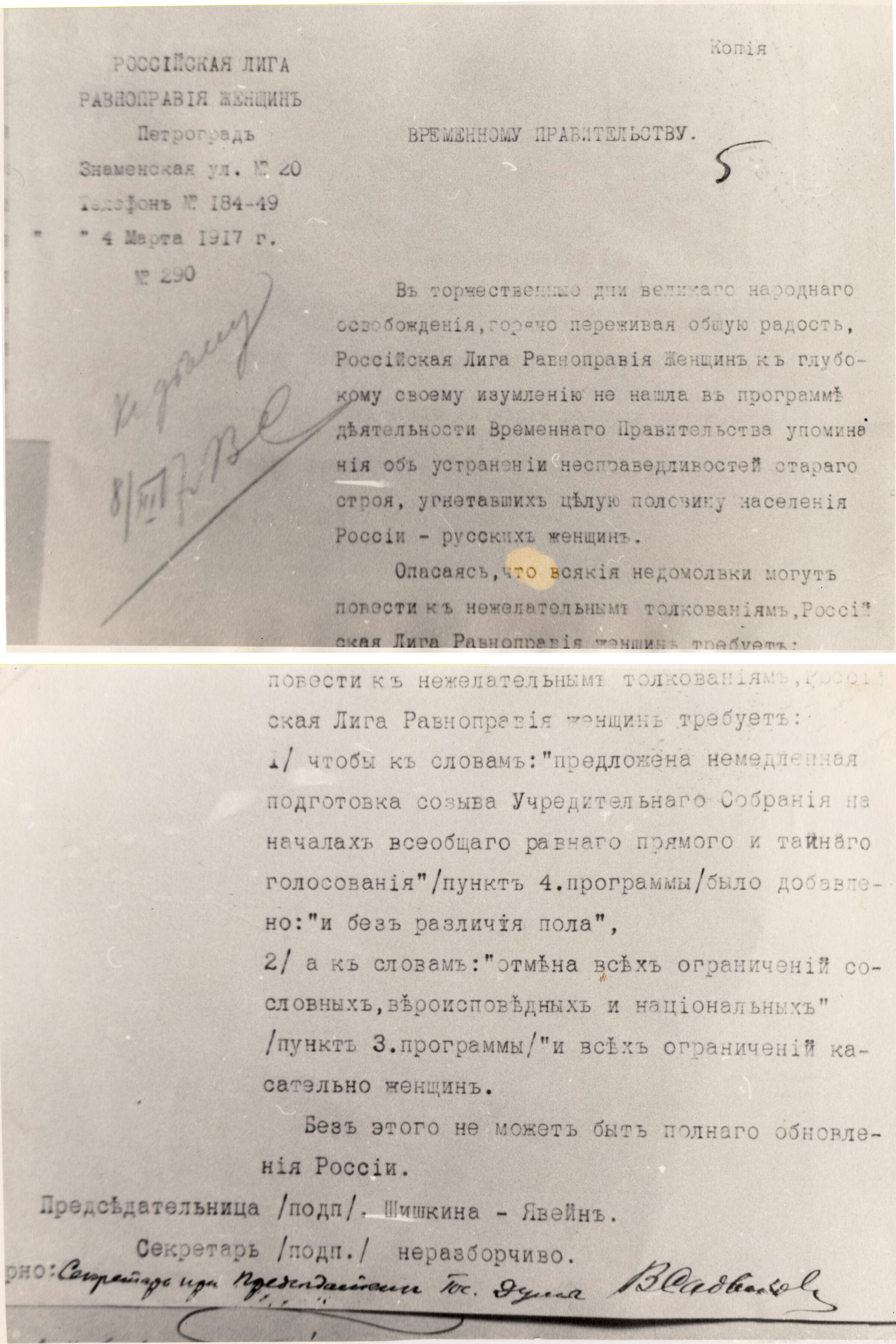
Текст петиции Лиги к Временному правительству

В торжественные дни великого народного освобождения, горячо переживая общую радость, Российская лига равноправия женщин к глубокому своему изумлению не нашла в программе деятельности Временного правительства упоминания об устранении несправедливостей старого строя, угнетавших целую половину населения России — русских женщин.
Опасаясь, что всякие недомолвки могут повести к нежелательным толкованиям, Российская лига равноправия женщин требует:
1. чтобы к словам: «предложена немедленная подготовка созыва Учредительного собрания на началах всеобщего равного прямого и тайного голосования» (пункт 4 программы) было добавлено: «и без различия пола»,
2. а к словам: «отмена всех ограничений сословных, вероисповедных и национальных» (пункт 3 программы) «и всех ограничений касательно женщин».

Без этого не может быть полного обновления России.
Резолюция была послана всем министрам Временного правительства и его председателю Георгию Львову, председателю Временного комитета Государственной думы Михаилу Родзянко, а также Исполкому Совета рабочих и солдатских депутатов.
На встрече делегации «равноправок» с Львовым тот отказался поддержать требования женщин, сославшись на то, что Декларация уже обнародована. Только после долгих переговоров он пообещал поставить вопрос на обсуждение на ближайшем заседании Временного правительства. Совет рабочих депутатов в ответ на запрос Лиги и вовсе высказался против женского голосования, обосновав своё решение консервативными взглядями российских крестьянок и предложив оставить этот вопрос на рассмотрение Учредительного собрания.
Всё это привело «равноправок» к убеждению, что «Лига должна добиваться прав для русской женщины с ещё большим напряжением энергии».

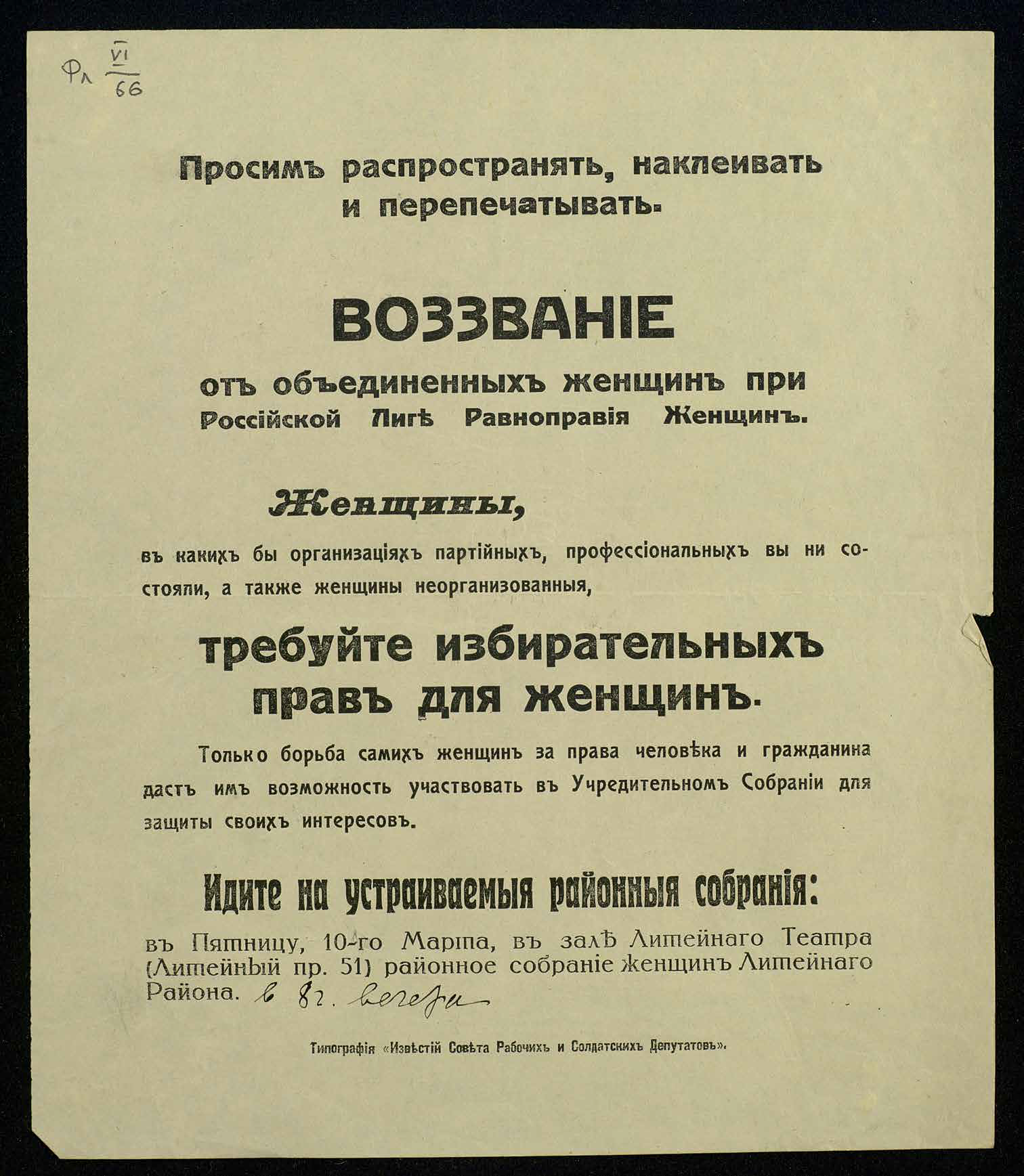
Воззвание от объединённых женщин при Лиге равноправия

В последующие две недели Лига развернула бурную пропагандистскую кампанию. Воззвание к женщинам Петрограда с призывом бороться за политическое равноправие женщины было распечатано тиражом в 35 000 экземпляров. Воззвания раздавали на улицах, они были расклеены по городу, разосланы в женские учебные заведения, на фабрики, заводы и мастерские, в иногородние отделения Лиги и в другие женские организации.
Воззвание было встречено с большим энтузиазмом: по воспоминаниям активистки Лиги Ольги Закуты, «толпы женщин осаждали помещение Лиги с утра до поздней ночи», а из провинции поступали телеграммы с выражением поддержки. Вокруг Лиги для выработки совместного плана действий объединились около 90 женских организаций столицы и других городов.
Лига организовала митинги по всему Петрограду и даже в его пригородах. «Успех митингов был очень велик, в некоторых местах приходилось в один и тот же вечер три раза освобождать зал от публики, чтобы дать возможность ожидающим на улице послушать ораторов», — вспоминала Закута.

### Демонстрация 19 марта

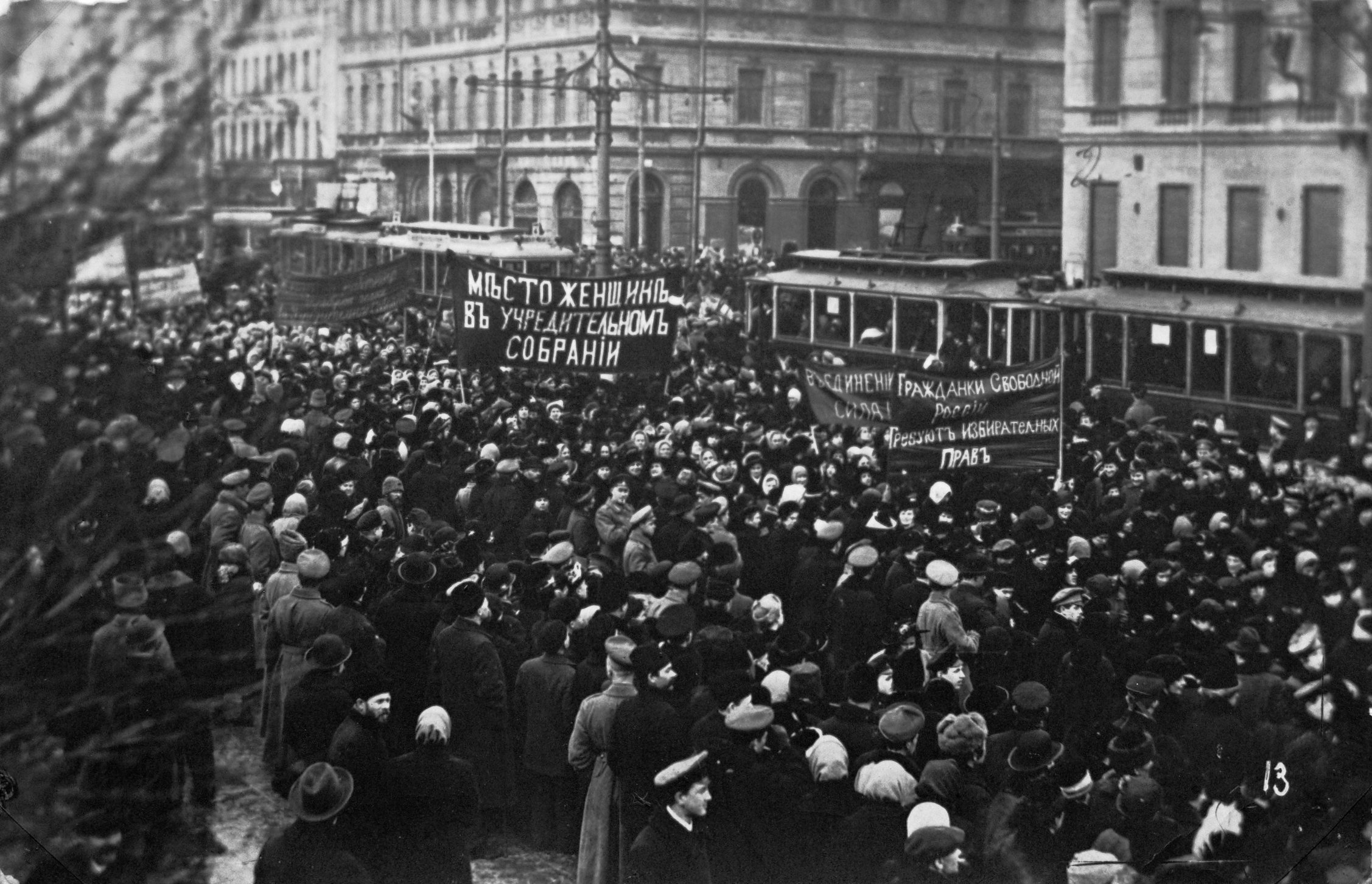
Женская демонстрация 19 марта на Невском проспекте

В воскресенье 19 марта (1 апреля) 1917 г. состоялась финальная демонстрация с целью получить от правительства ответ на поданную 4 марта резолюцию. Около 40 000 женщин вышло на улицы Петрограда с требованием политических прав.
Манифестация началась утром с выступлений в Городской Думе Ариадны Тырковой, Поликсены Шишкиной-Явейн и известной революционерки Веры Фигнер, которую феминистки привлекли на свою сторону. Участие Фигнер было важным для Лиги, так как она была одним из символов революции для женщин-пролетарок.
После митинга состоялось шествие по Невскому проспекту к зданию Государственной думы в Таврическом дворце, где заседали Временное правительство и Совет рабочих и солдатских депутатов. Символическое оформление акции отсылало к маршам британских суфражисток. Зинаида Гиппиус писала в своём дневнике:
Весенний день, не оттепель — а радужное таяние снегов. Часа два сидели на открытом окне и смотрели на тысячные процессии. Сначала шли «женщины». Несметное количество; шествие невиданное (никогда в истории, думаю). Три, очень красиво ехали на конях. Вера Фигнер — в открытом автомобиле. Женская цепь вокруг.
Ольга Закута вспоминала:
Впереди — женщины-амазонки на лошадях для поддержания порядка и большое знамя «Российская Лига Равноправия Женщин» и два оркестра музыки. Посредине шествия окружённый слушательницами Бестужевских курсов двигался автомобиль, в котором была одна из крупнейших борцов за свободу России — Вера Николаевна Фигнер в сопровождении представительницы Совета Российской лиги равноправия женщин П. Н. Шишкиной-Явейн. По пути шествия (…) огромные толпы народа приветствовали манифестанток и В. Н. Фигнер, забрасывая её цветами и выражая сочувствие женскому движению возгласами «Да здравствует равноправие женщин».
Колонна шла под лозунгами «Место женщин в Учредительном Собрании», «Избирательные права женщинам», «Без участия женщин избирательное право не всеобщее», «Женщины объединяйтесь», «Работницы требуют избирательного права», «Свободная в свободной России» и т. д. Феминистские баннеры соседствовали с красными флагами. Шествие двигалось под звуки «Марсельезы».
Соединение революционной символики с феминистскими лозунгами должно было продемонстрировать идеалы «сестринства» и доказать, что цели либеральных феминисток совпадают с целями работниц. Политику привлечения женщин любой социальной принадлежности или политических взглядов российские феминистки проводили на протяжении всей своей деятельности. Эта стратегия дала результаты: участницы шествия принадлежали ко всем городским классам и группам, и именно работницы придали массовость манифестации.

### Переговоры с правительством
Когда манифестация подошла к Таврическому дворцу, Фигнер и Шишкина-Явейн отправились внутрь, чтобы от лица выступающих встретиться с председателем Совета Николаем Чхеидзе и его заместителем Матвеем Скобелевым. Они обратились к ним с вопросом, как Совет относится к избирательным правам женщин, прибавив, что за этим ответом пришла огромная женская манифестация в несколько тысяч человек. Чхеидзе и Скобелев отказались однозначно поддержать избирательные права женщин, сославшись на то, что должны сперва обсудить этот вопрос с Советом.
После продолжительного ожидания Скобелев вышел к толпе и обратился к ней с обещанием бороться за права женщин. Речь Скобелева не удовлетворила манифестанток. Они потребовали, чтобы к ним вышли Чхеидзе и председатель Думы Родзянко. Скобелев ответил, что Чхеидзе не может выйти к толпе, так как потерял голос. Но женщины, зная, что ранее в тот же день он выступал с речью перед матросами, были настойчивы. Они предложили Чхеидзе ограничиться словами «да» и «нет» или объясняться жестами.

Манифестантки пошли на конфронтацию: Чхеидзе и Родзянко передали, что женщины не разойдутся, пока не выяснят отношения властей к вопросу, «так остро интересующему в данный момент миллионы русских женщин». Настойчивость митингующих заставила Родзянко и Чхеидзе уступить, и после долгого ожидания они вышли к толпе. К ним от лица манифестанток обратилась Шишкина-Явейн:
Мы пришли напомнить Вам, что женщины были Вам верными товарищами в гигантской борьбе за свободу русского народа, переполняли тюрьмы, смело шли на каторгу и лучшие из нас бесстрашно смотрели смерти в глаза. Здесь рядом со мною В. Н. Фигнер, всю жизнь боровшаяся за то, что теперь достигнуто. (…)
Мы убеждены в своем неотъемлемом праве быть равными в новой свободной России, на создание которой и мы отдали всё, что могли. А между тем в принципах, положенных в основу будущего правления, провозглашена отмена всех ограничений сословных, вероисповедных и национальных, но забыта отмена всех ограничений, касающихся женщин. (…)

Мы пришли сказать Вам, что русская женщина требует себе человеческих прав, ей, неотъемлемо как человеку принадлежащих. Что Учредительное собрание, на котором будет представлена только одна половина населения, никоим образом не может считаться выразителем воли всего народа, а только половины его.

Чхеидзе поддержал требования манифестанток, заявив в ответной речи, что Совет не может допустить, «чтобы в свободной России женщины продолжали быть бесправными рабами». Он пообещал от имени Совета бороться за равноправие женщин. Толпа ответила аплодисментами и выкриками: «С кем ещё надо бороться?» Получив уверения Чхеидзе, манифестантки обратились к Родзянко. Шишкина-Явейн произнесла новую речь, однозначно сформулировав требования женщин:
Нам не надо благожелательных обещаний, довольно их! Нам нужен официальный и ясный ответ, что женщина будет иметь право голоса в Учредительное собрание. Мы не уйдем отсюда, пока не получим ответа, что в Учредительном собрании, дабы оно действительно было выразителем воли всего народа, будет иметь право голоса и женщина.
Родзянко в своей речи повторил сказанное Чхеидзе и посоветовал митингующим обратиться за подтверждением к главе Временного Правительства, князю Георгию Львову.
Очередная делегация отправилась к Львову. После новых долгих переговоров министр-председатель уступил и наконец подтвердил, что Временное правительство под словом «всеобщее» будет понимать распространение избирательных прав и на женщин. На следующий день Лига равноправия вынесла резолюцию: считать отныне русскую женщину свободной гражданкой. Газеты вышли с новостью о полученном женщинами праве участвовать в выборах.
Два дня спустя, 21 марта (4 апреля), делегация женщин из Петрограда и Москвы снова встретилась со Львовым. Группа включала в себя феминисток из различных объединений (П. Н. Шишкина-Явейн, А. Н. Шабанова, М. И. Покровская и др.), левых беспартийных (Фигнер, легальная марксистка А. М. Калмыкова) и либералок (кадетка А. С. Милюкова и С. В. Панина, единственная женщина во Временном Правительстве). Вера Фигнер передала Львову заявление, в котором выражалась уверенность, что правительство признает политические права женщин. Министр-председатель от имени правительства заново согласился с требованиями делегаток и заверил их, что разрабатывающийся избирательный закон обеспечит полное политическое равенство женщин.
26 марта (9 апреля) в газетах было опубликовано сообщение от Временного правительства: «Установлен план работ по составлению положения о выборах в Учредительное собрание на началах всеобщего, без различия пола, прямого, равного и тайного голосования». Таким образом, Временное правительство официально подтвердило данные суфражисткам устные обещания.

### Разработка нового законодательства о выборах
На протяжении всей весны 1917 г. женские организации продолжали пристально следить за разработкой избирательных законов, и по ходатайству Лиги Временное правительство предоставило организации два места в совещании по выработке законопроекта о выборах в Учредительное собрание.
15 (28) апреля 1917 г. постановление Временного правительства «О производстве выборов гласных городских дум, об участковых городских управлениях» предоставило женщинам право не только избирать, но и избираться на выборах в органы местного самоуправления.
20 июля (2 августа) 1917 г. «Официальное положение о выборах в Учредительное собрание» предоставило право избирать и избираться всем «российским гражданам обоего пола, коим ко дню выборов исполнится 20 лет». Положение вступило в силу 11 (24) сентября 1917 г.
Россия стала первой из воюющих держав, предоставившей женщинам избирательные права (к 1917 г. женское избирательное право действовало только на территории Австралии, Новой Зеландии, Норвегии, Дании, Финляндии и в отдельных штатах США). Рошель Рутчайлд называет это событие одной из наиболее маштабных демократических реформ XX в.

### Причины успеха движения
В относительно лёгкой и быстрой победе российских суфражисток (для сравнения, куда более многочисленные манифестации британских феминисток ранее не привели к заметным результатам) сыграло роль несколько факторов.
К 1917 г. женское движение было заметной частью общего освободительного движения на протяжении уже более пятидесяти лет. Женская политическая активность стала нормой как для политиков, так и для общества. Поэтому их включение в политическую борьбу уже не воспринималось как необоснованная прихоть представительниц привилегированного класса.
В отличие от политиков сложившихся западных демократий, лидеры Временного правительства и Советов не были принципиальными антифеминистами. Поддержка женского равноправия стала нормой для левых партий. Даже более консервативные политики признавали необходимость женского избирательного права.
За двенадцать лет, прошедших с первой революции, когда женское движение впервые сформулировало политические требования, российские суфражистки накопили опыт коллективных действий, разработали собственную идеологию, сформулировали узкие и конкретные цели. Лига равноправия смогла возглавить это движение, так как обладала чёткой программой, развитой структурой и имела лидеров, способных на решительные действия в момент открывшегося окна возможностей.
Определяющую роль сыграл исторический момент и кризис легитимности власти. Старый режим пал, новые власти в первые недели революции ещё не были готовы к применению силы против демонстраций, в особенности женских. Возможностей противодействовать феминисткам у них было немного.

## Всероссийский делегатский женский съезд 7-8 апреля 1917 г
Получение женщинами избирательных прав ставило перед феминистками новые задачи. Нужно было добиться юридического подтверждения обещанных женщинам прав и обеспечить, чтобы в новой политической системе женщины могли реализовать эти права на практике. «Отныне женщина в России свободная гражданка. Однако название свободной гражданки не решает ещё всего. Наоборот. Это неожиданное право выдвигает перед нами целый ряд функций, с которыми наша обязанность справляться» — писал журнал «Женский вестник».
Для выработки новой тактики Лига равноправия созвала в Москве Всероссийский делегатский женский съезд, на котором собралось 70 представительниц женских организаций из 50 городов России. Также на съезд были приглашены Вера Фигнер, эсерки Брешко-Брешковская и Спиридонова и марксистка Вера Засулич.
По предложению Екатерины Кусковой съезд составил обращение во Временное правительство с требованием зафиксировать обещанное женщинам избирательное право в виде отдельного декрета и подал ходатайство о включении представительниц женских организаций в Особое совещание по выработке законопроекта о выборах в Учредительное собрание.
Съезд сформулировал организационные механизмы для объединения женщин, позволявшие сохранять плюрализм движения и сочетать продвижение феминистской повестки с партийной деятельностью участниц. Женщин призывали определить свои политические воззрения и вступить в отвечающие их интересам партии. Затем партийным женщинам предлагалось организовывать внутри партий женские группы, чтобы лоббировать женскую повестку и продвигать женщин-кандидаток в партийные выборные списки. Предполагалось, что эти группы будут объединяться между собой и с внепартийными феминистскими сообществами для достижения общих целей.

## Участие в выборах

### Выборы в органы местного самоуправления. Май — август 1917 г.

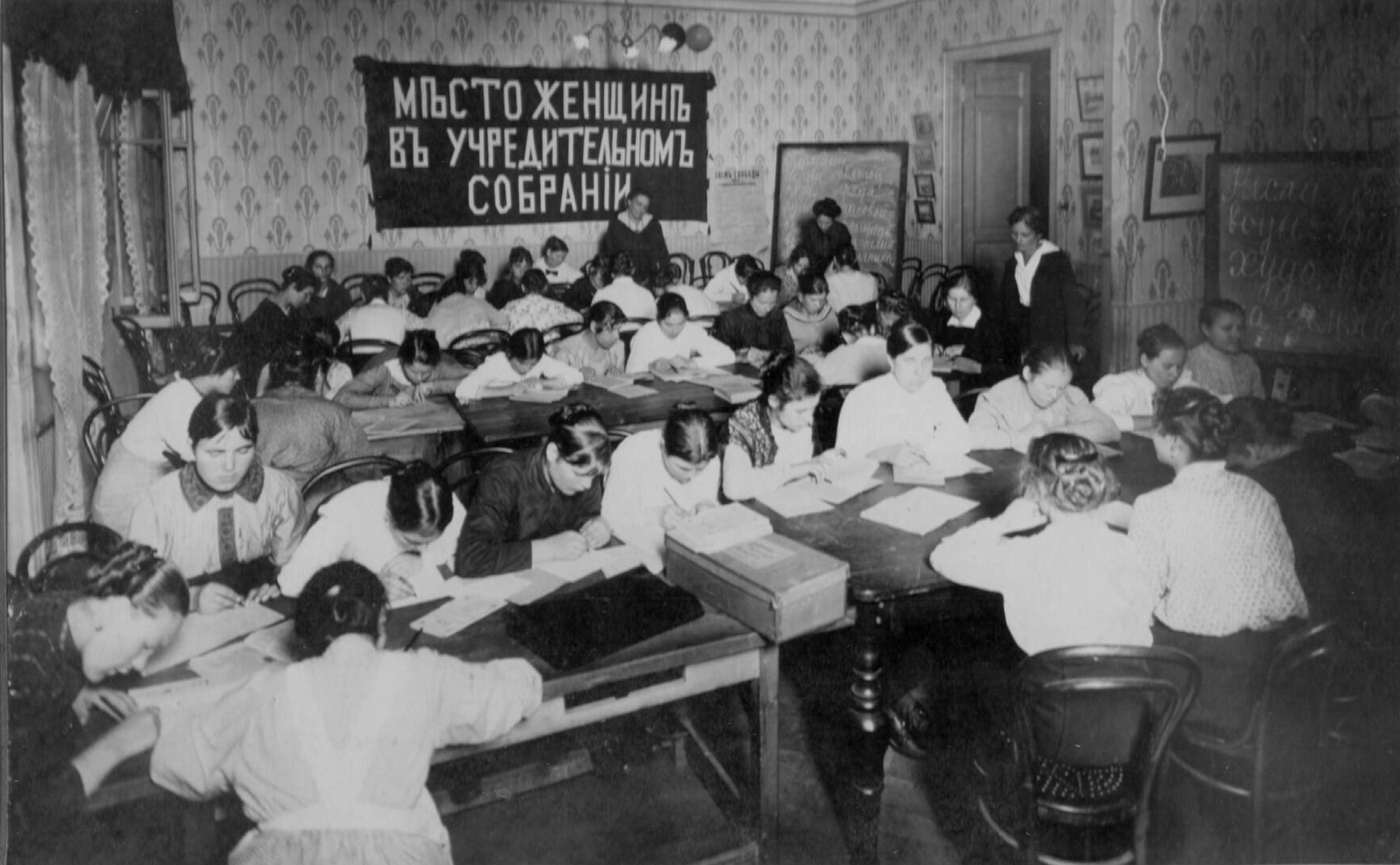
Курсы грамотности для взрослых женщин. Октябрь 1917 г.

Первыми выборами в России, в которых приняли участие женщины, стали выборы 27—29 мая 1917 г. в районные думы Петрограда. Голосование проходило по пропорциональной системе по спискам от партий или общественных организаций. Лига равноправия, единственная из женских организаций, выставила собственный список в Василеостровскую думу.
Мария Покровская собрала частичную статистику по партийным спискам на материале из десяти районов Петрограда, по которой можно судить о доле женщин среди кандидатов:
- Партия кадетов: 80 женщин (12 % от общего числа кандидатов);
- Блок социалистов (не включавший большевиков): 81 женщина (7 %);
- Блок большевиков и интернационалистов: 55 женщин (10 %);
- Радикально-демократическая партия: 12 женщин (5,5 %);
- Лига равноправия женщин: 35 женщин из 50 кандидатов (70 %)[42].

Партии выставляли мало женщин-кандидаток и помещали их, как правило, во вторую половину списков (тем самым уменьшая их шансы пройти в парламент).
Женщин-гласных (депутатов) было также выбрано немного. Так, из 63 гласных, прошедших в Районную думу Литейной части Петрограда, только пятеро были женщинами (они прошли по спискам от кадетов, социалистов и большевиков). Резюмируя свой обзор, Покровская призвала женские организации следовать примеру Лиги равноправия и формировать собственные, отдельные от партийных, списки.
20 августа 1917 года прошли выборы в Петроградскую городскую думу. К этому моменту в обществе нарастал политический кризис и разочарование в реформах, и общая явка составила всего 30 %. Женщины были в списках большинства партий и объединений, но их доля в общем количестве кандидатов снова была невелика: 91 из 1122, то есть около 8 %. В результате выборов в Петроградскую городскую думу прошло 10 женщин (5 % из общего числа в 200 гласных).
Выборы в местные органы самоуправления прошли также по всей стране. Зачастую женское голосование встречалось с сопротивлением, особенно в сельской местности. Сами женщины тоже далеко не везде с энтузиазмом восприняли новообретённые права. Многие не понимали, что им даёт право голоса. Полин Кроссли, жена американского дипломата, писала: «Здесь избирательное право было предоставлено женщинам внезапно. Насколько я могу судить, женщины об этом не просили, но однажды утром они проснулись и узнали, что могут голосовать». Большинство российских женщин за пределами относительно узкого круга городских активисток не имели опыта участия в политике, мало знали о существовавших партиях и их идеологии и не имели политических убеждений.
Понимая эту проблему, летом 1917 г. феминистские организации развернули активную деятельность. Они организовывали лекции, митинги и собрания на фабриках и заводах, пытаясь вовлечь женщин в политику. Представительницы женских организаций участвовали в конфренциях политических партий, агитируя за выдвижение женщин-кандидаток в партийных избирательных списках (так, Ариадна Тыркова выступала на конференции эсеров, а Поликсена Шишкина-Явейн — на съезде Народных социалистов). Летом 1917 г. «равноправки» выступили наблюдательницами на выборах.
Пропаганда политической активности среди женщин имела свои результаты. Горожанки вне зависимости от своей политической ориентации активно посещали организованные различными партиями и объединениями политзанятия. Появлялись новые женские объединения, существовавшие раньше — политизировались.

### Выборы в Учредительное собрание. 12—14 ноября 1917 г.
Выборы в Учредительное собрание были самыми свободными в российской истории вплоть до 1991 г. В них приняло участие более 40 млн жителей страны.
Лига равноправия снова, как и на майских выборах, представила собственный список кандидатов (под номером 7), на этот раз — полностью женский. Состав участниц был достаточно демократичным. Все одиннадцать кандидаток были представительницами городской интеллигенции — преподавательницами, профессорами, писательницами, общественными активистками. Присутствовали как либералки, так и умеренные социалистки. Большинство были членами Лиги.
Это были:
1. Поликсена Шишкина-Явейн — председательница Лиги равноправия, врач;
2. Екатерина Кускова, писательница;
3. Александра Ефименко, историк, профессор Харьковского университета и Бестужевских курсов;
4. Александра Калмыкова, первая покровительница «легального марксизма», преподавательница;
5. Екатерина Щепкина — лектор Бестужевских курсов, историк;
6. Любовь Горовиц-Власова — приват-доцент Женского медицинского института;
7. Мария Чехова — бывшая председательница Союза равноправия женщин, учительница;
8. Любовь Гуревич, писательница;
9. Зинаида Журавская, писательница;
10. Вера Клячкина — писательница и врач, председательница киевского Общества защиты женщин;
11. Елена Молессон, председательница Женского трудового союза[33][4][44].

Островский отдел Лиги выставил свой список кандидатов на выборах в Псковской губернии. Этот список (под номером 9) во многом повторял петроградский:
1. Поликсена Шишкина-Явейн
2. Зинаида Журавская
3. Александра Ефименко
4. Ольга Закута
5. Екатерина Щепкина[46].

После низких показателей летних выборов, женская явка на выборы в Учредительное собрание превзошла все ожидания. В городах явка женщин даже превысила мужскую, составив 54 % против 47 % (для сравнения, на первых общенациональных выборах в США, на которых голосовали женщины, явка женщин составила около 37 % при мужской явке около 55 %).
В деревнях и сёлах снова были зафиксированы случаи сопротивления женскому голосованию. В Томской губернии одно крестьянское собрание постановило, что «женщины ни при каких обстоятельствах не должны голосовать; в каждой семье глава должен голосовать за всю семью». Несмотря на это, сельская женская явка также была высокой.
В Псковском избирательном округе список Лиги набрал 2366 голосов, в Петрограде, по разным подсчётам — от 5310 до 5628. При общем количестве избирателей в более чем 40 млн это число было незначительным. В отсутствие массовой поддержки участие Лиги равноправия в выборах носило главным образом символический характер: женщины заявляли о своих притязаниях и выступали полноправными гражданками нового государства.
Всего в Учредительное собрание было избрано 10 женщин из общего числа 767 депутатов.
Выборы в Учредительное собрание стали последней политической акцией Лиги равноправия. Учредительное собрание было разогнано большевиками во время первого же заседания в январе 1918 г. Вскоре после этого под запрет попала работа любых независимых организаций и прессы. Лига равноправия, как и другие женские организации, прекратила своё существование.
Придя к власти, большевики узаконили полное политическое равноправие женщин. По мнению исследовательницы Ирины Юкиной, ранняя политика большевистского правительства в отношении женщин во многом строилась на проблематике, которую годами разрабатывало феминистское движение в дореволюционной России.